# Керко, Антонина Степановна
Керко (Ромац) Антонина Степановна (16 декабря 1925, Киёвец (Люблинское воеводство), Бяльский повет — 12 октября 2010, Барановичи, Брестская область) — Герой Социалистического труда (1971), передовик лёгкой промышленности.

## Биография
Ромац Антонина Степановна родилась 16 декабря 1925 года в д. Киевец (Республика Польша, Люблинское воеводство, Бяла-Полясский уезд) в крестьянской семье. Антонина, старшая из четверых детей Степана и Паулины Ромац, училась в местной школе до 1939 года, пока война не изменила судьбу всей семьи.
На территории оккупированной нацистскими войсками Польши начался массовый отбор молодых жителей страны (остарбайтеров), которых насильно перегоняли в различные регионы Германии. В 15 лет Антонина оказалась на принудительных работах в г. Илебург (Германия, Саксония-Анхальт), в котором она находилась до 1944 года. Окончание Второй мировой войны Антонина встретила в г. Ровно (УССР), где до 1948 года жила и работала швеей в местной швейной артели. Пригодились уроки матери, которая с детства обучала Антонину швейному делу.
В ноябре 1944 года семья Антонины эвакуировалась из Польши в БССР, обосновавшись в Ивацевичском районе. В 1949 году Антонина воссоединилась с семьёй, а с августа того же года поступила на Барановичскую трикотажную фабрику швеей-мотористкой трикотажной артели «Коммунарка» (с 1956 г. — трикотажная фабрика).

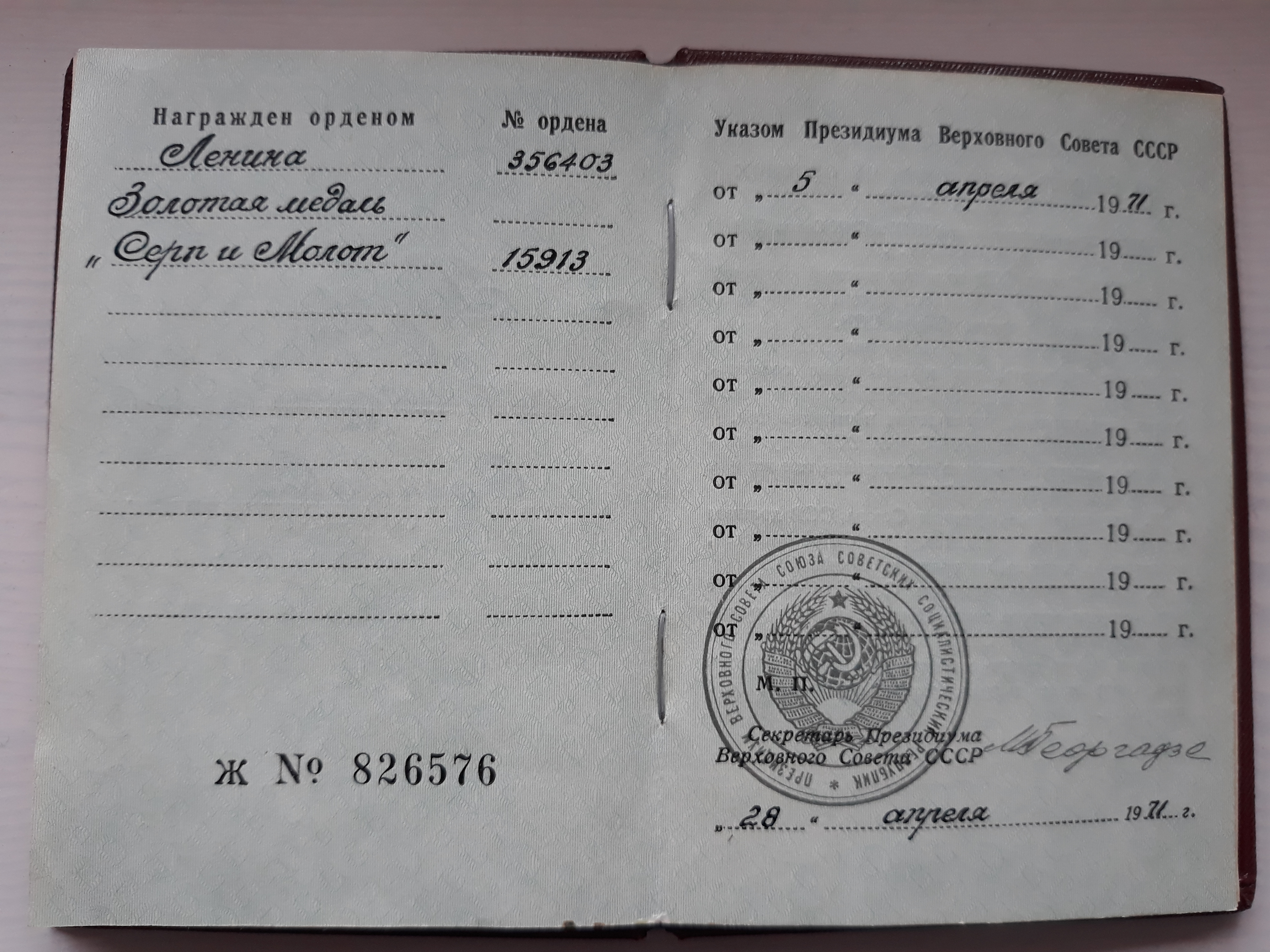
Запись в орденской книжке Керко А. С.

Дальнейший трудовой путь Антонины Степановны был связан только с этим предприятием. С 1956 г. Керко А. С. работала бригадиром бригады пошивочного конвейера Барановичской трикотажной фабрики.
Указом Президиума Верховного Совета СССР от 5 апреля 1971 года Керко А. С., бригадиру швейного участка Барановичской трикотажной фабрики, присвоено звание Героя Социалистического Труда с вручением ордена Ленина и золотой медали «Серп и Молот» за выдающиеся успехи в досрочном выполнении заданий пятилетнего плана и большой творческий вклад в развитие производства швейных изделий и другой продукции легкой промышленности.
Вышла на пенсию в 1982 году, проживала в г. Барановичи. Антонина Степановна Керко (Ромац) умерла 12 октября 2010 года.

## Память
Именем Керко А. С. названа улица в г. Барановичи (Республика Беларусь).

## Награды
- Золотая медаль «Серп и молот» (1971)
- Орден Ленина (1971)
- Орден Трудового Красного Знамени (1966)